# Конрад фон Хоенлое-Браунек-Тек
Конрад фон Конрад фон Хоенлое-Браунек-Тек (на немски: Konrad von Hohenlohe-Brauneck, von Teck; * пр. 1259; † между 26 юли и 28 септември 1290) е господар на Хоенлое-Браунек-Тек.

## Произход
Той е единственият син на Конрад фон Хоенлое († сл. 1251), господар на Хоенлое-Браунек-Нойхауз, и съпругата му фон Тек († 1290), дъщеря на херцог Конрад I фон Тек († 1244/1249). Внук е на граф Конрад фон Хоенлое-Браунек-Романя († 1249) и съпругата му Петриса фон Бюдинген († сл. 1249), наследничка във Ветерау, дъщеря на Герлах II фон Бюдинген († 1245) и Мехтилд фон Цигенхайн († 1229).
През 1249 г. фамилията Хоенлое се разделя на Хоенлое-Халтенбергщетен и Хоенлое-Браунек-Нойхауз. Конрад фон Хоенлое-Браунек започва да се нарича фон Тек.
Конрад фон Хоенлое-Браунек-Тек умира между 26 юли и 28 септември 1290 г. и е погребан в „църквата на Босоносците“ в Ротенбург.

## Фамилия
Конрад фон Хоенлое-Браунек-Тек се жени пр. 1 април 1278 г. за Берта/Хедвиг фон Цигенхайн († сл. 1283), дъщеря на граф Готфрид V фон Цигенхайн († 1272) и Хедвиг фон Кастел † сл. 1291). Бракът е бездетен.